# 19-й отдельный зенитный артиллерийский дивизион
19-й отдельный зенитный артиллерийский дивизион - воинское подразделение вооружённых сил СССР в Великой Отечественной войне. Во время ВОВ официально существовало два формирования подразделения с одним и тем же номером. Надо иметь в виду, что в составе ВМФ существовал также 19-й отдельный зенитный артиллерийский дивизион Балтийского флота, практически погибший в Таллине в августе 1941 года, и в составе войск ПВО страны был 19-й отдельный зенитный артиллерийский дивизион ПВО,  дислоцировавшийся на начало войны в Бендерах

## 19-й отдельный зенитный артиллерийский дивизион 254-й стрелковой дивизии, 11 армии
В составе действующей армии во время ВОВ по соответствующему перечню с 22 июня 1941 года по 15 февраля 1943 года.
На 22 июня 1941 года располагался в районе Козлова Руда, находясь в подчинении 16-го стрелкового корпуса, отступал вместе с ним, с осени 1941 года вёл бои в районе Старой Руссы.
Однако, после начала 1942 года сведений о боевом пути дивизиона в справочнике боевого состава не имеется. Между тем, по данным обобщённого банка данных ОБД "Мемориал (недоступная ссылка) в июне 1942 года 19-й отдельный зенитный артиллерийский дивизион понёс большие потери в составе 2-й ударной армии, погибшей в окружении в районе Мясного Бора.
Вероятно можно предположить, что дивизион полностью погиб вместе со 2-й ударной армией.
15 февраля 1943 года расформирован.

### Подчинение
| Дата            | Фронт (округ)         | Армия      | Корпус                 | Дивизия | Бригада | Примечания                                                |
| --------------- | --------------------- | ---------- | ---------------------- | ------- | ------- | --------------------------------------------------------- |
| 22.06.1941 года | Северо-Западный фронт | 11-я армия | 16-й стрелковый корпус | -       | -       | -                                                         |
| 01.07.1941 года | Северо-Западный фронт | 11-я армия | 16-й стрелковый корпус | -       | -       | -                                                         |
| 10.07.1941 года | Северо-Западный фронт | 27-я армия | -                      | -       | -       | -                                                         |
| 01.08.1941 года | Северо-Западный фронт | -          | -                      | -       | -       | -                                                         |
| 01.09.1941 года | Северо-Западный фронт | -          | -                      | -       | -       | -                                                         |
| 01.10.1941 года | Северо-Западный фронт | 34-я армия | -                      | -       | -       | -                                                         |
| 01.11.1941 года | Северо-Западный фронт | 34-я армия | -                      | -       | -       | -                                                         |
| 01.12.1941 года | -                     | -          | -                      | -       | -       | нет данных (вероятно, в составе 254-й стрелковой дивизии) |
| 01.01.1942 года | -                     | -          | -                      | -       | -       | нет данных (вероятно, в составе 254-й стрелковой дивизии) |
| 01.02.1942 года | Северо-Западный фронт | 11-я армия | -                      | -       | -       | -                                                         |

## 19-й отдельный зенитный артиллерийский дивизион 19-й танковой дивизии
Сформирован, очевидно, зимой 1940 года вместе с 19-й танковой дивизией.
В составе действующей армии с 22 июня 1941 года по 8 октября 1941 года.
На 22 июня 1941 года находился в Ровно.
Являлся зенитным дивизионом 19-й танковой дивизии, в первые месяцы войны повторил её боевой путь. Вёл бои на Украине (Коростеньский укреплённый район) до 20-х чисел августа 1941 года.
По-видимому, что к концу сражения за Украину 1941 года, какая-то часть, по крайней мере личного состава, осталась жива и не попала в плен.
8 октября 1941 года расформирован.

### Подчинение
Смотри статью о 19-й танковой дивизии.